# Águas Santas
Águas Santas és una població i parròquia portuguesa situada al municipi de Maia. La població el 2011 era de 27.470 habitants, in an area of 8.23 km2,  en una superfície de 8,23 km 2,  que la converteix en una de les ciutats més densament poblades del districte de Porto. Es troba a uns 3,5 quilòmetres al nord de la ciutat de Porto, prop del riu Leça.

## Història
Les primeres referències a Águas Santas es troben en un document que data de l'any 1120, on el papa Calixt II esmenta el monestir d'Aquis Sanctis.
L'origen de la parròquia d'Águas Santas és anterior a la formació de la nació, i fins i tot hi ha traces de la seva existència d'ençà el segle VI. Tanmateix, el document més antic conegut data de 1405, i els registres de 1120 inclouen una referència a Sancta Marya Aquis Sanctis en una carta donada per la ciutat de Porto al bisbe Hugo.
Diu la llegenda que la mare superiora d'un convent, en sentir com s'acostaven dels romans, va amagar la imatge de la Mare de Déu prop d'una font; quan la va descobrir, va veure la imatge de la Mare de Déu plorant. Quan la gent va saber la notícia, la va anomenar la Font de l'Aigua Santa. Més tard, prop de la font s'hi va construir l'església del Convent d'Águas Santas. Aquesta seria la història del nom de la parròquia.
Va ser un guardó important de l'Orde de l'Hospital de Sant Joan de Jerusalem, Rodes i Malta, o simplement l'Orde de Malta, com és més conegut avui. Per aquest motiu, la creu de l'Ordre de Malta està inclosa a l'escut municipal.
La seu de la parròquia, el poble d'Águas Santas, va ser promoguda a ciutat l'any 1986.

## Persones notables
- Rui Tiago Dantas da Silva (n. 1994), porter de futbol.